# Jaume Plensa

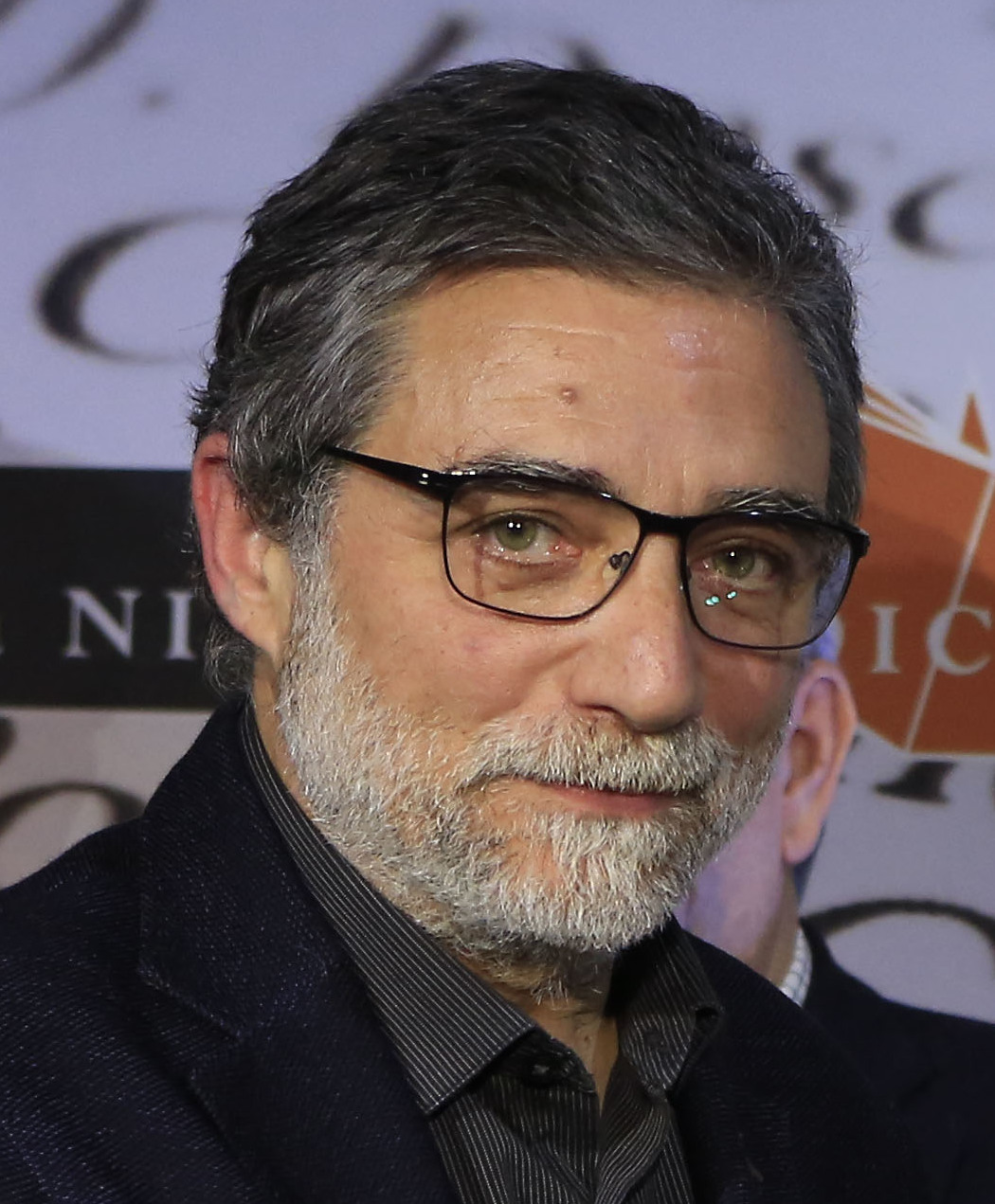
Jaume Plensa (2015)

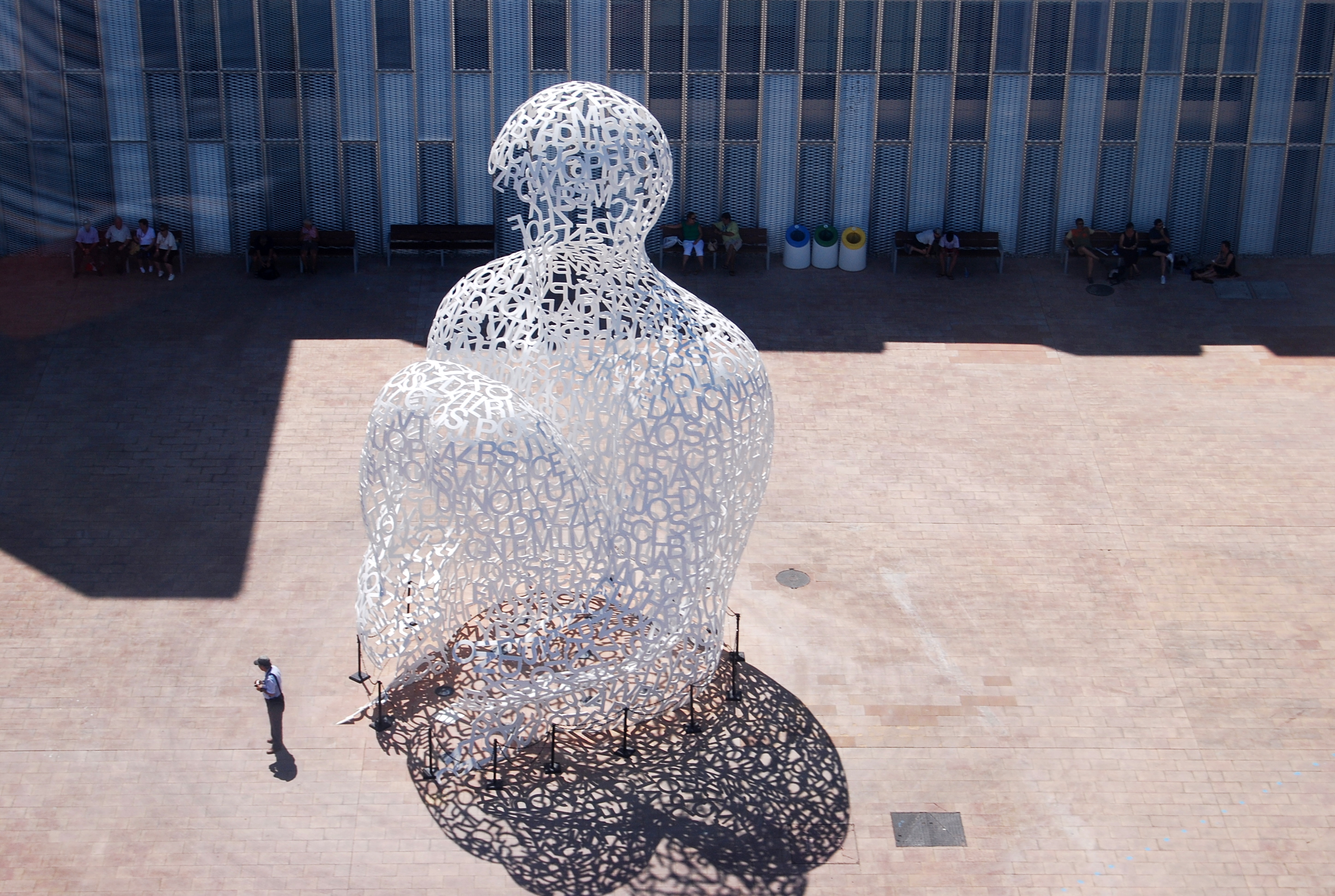
L'anima dell'Ebro, Saragozza

Jaume Plensa (Barcellona, 1955) è uno scultore spagnolo.

## Biografia
Jaume Plensa nasce a Barcellona nel 1955. Studia arte a Barcellona alla scuola de la Lonja e alla Escola Superior de Belles Artes de Saint Jordi. A partire dal 1980, data della sua prima esposizione a Barcellona, si fa notare con importanti mostre nelle principali città europee.
Da giovanissimo si trasferisce in Germania, poi va a vivere a Bruxelles e in seguito a Parigi, dove insegna all'École nationale supérieure des beaux-arts.
Attualmente vive nuovamente nei pressi di Barcellona, dove sviluppa i suoi progetti con l'aiuto di un gruppo di collaboratori in un grande capannone industriale.

## Mostre
In Italia si ricorda la partecipazione con Oliviero Toscani, Antonino Bove, Fabio Mauri, Andres Serrano e Marco Nereo Rotelli alla mostra Ecce Homo del ciclo Irradiazioni organizzata dal Centro per l'arte contemporanea Luigi Pecci di Prato con testo di Bruno Corà.

## Arte

### Scultura
All'inizio della carriera la sua opera è legata a materiali pesanti quali ferro e bronzo nella realizzazione di opere antropomorfiche a partire dall'unione e disassemblaggio dei materiali. Col passare del tempo, l'artista aggiunge elementi diversi alle sue opere: plasma plastiche, vetro e materiali sintetici e moderni che gli consentono di giocare con la luce per dare vita alle sue creazioni.
La sua opera probabilmente più nota è la "Crown Fountain", una fontana di vetro, acciaio inossidabile, schermi di LED, video (creati a catturando 1.000 volti), luce, legno, granito nero e acqua, composta da 2 torri alte 16 metri su uno strato d'acqua di 70x14 metri e una superficie totale di 2.200 m². La costruzione di quest'opera, che l'artista ha voluto dedicare agli abitanti della città di Chicago offrendo loro uno spazio di libertà, è durata 4 anni ed è stata possibile grazie alla famiglia di mecenati Crown.
Jaume Plensa è attualmente l'unico artista vivente cui sia stata dedicata una mostra presso il Nasher Sculpture Center di Dallas.

### Scenografia
Plensa in passato ha curato il design dei costumi teatrali e alcune scenografie per l'opera, collaborando con il gruppo La Fura dels Baus in alcune rappresentazioni come Il flauto magico e La dannazione di Faust.

### Opere nel mondo
Plensa vanta opere permanenti in spazi pubblici in molte località, quali:
- Boston, Massachusetts, Massachusetts Institute of Technology, "Alchemist" (2011)
- Chicago, Illinois, Millennium Park, "The Crown Fountain" (2004)
- Cremona, Museo del violino, L'anima della musica (2012)
- Londra, "Breathing", Stabilimento della BBC (2008)
- Nizza, Place Masséna, "Conversazione a Nizza" (Conversation à Nice), complesso di sette statue illuminate su piedistalli (2007)
- Nocera Umbra, Italia "Micce-Prodigiosa Fontana Individuale". (1993)
- Isola di Ogi-jima, Giappone, "Ogijima's soul" (2010)
- Saint Helens, Inghilterra, "Sogno, la faccia di una giovane ragazza", (Dream, face of a young girl), testa di donna con occhi chiusi (2009)
- Saragozza, "L'anima dell'Ebro" (El alma del Ebro), statua realizzata con lettere metalliche (2008)
- Antibes, “Le Nomade”, l’opera rappresenta il confine tra l'io (interiore) e l'universo (esteriore): il primo reso vivo e luminoso da un turbine di parole e quindi pensieri, che ci identificano (penso dunque sono); il secondo eterno ed assoluto come l'oscurità della notte, non identificabile